# Bagrationovsk
Bagrationovsk (rus. Багратионовск, njem. Preußisch Eylau prije 1946., polj. Pruska Iława / Iławka, lit. Ylava ili Prūsų Ylava) je gradić u Kalinjingradskoj oblasti, Rusija, 37 km udaljen od Kalinjingrada, na 54°23′ sjeverne zemljopisne širine i 20°38′ istočne zemljopisne dužine.

## Stanovništvo
Broj stanovnika: 
- 2004.: 7.000
- 1968.: 4.300

## Povijest
Teutonski viteški red je sagradio dvorac na mjestu današnjeg grada 1325. godine. Naselje znano kao Preußisch Eylau koje se razvilo u blizini, zaprimilo je svoja gradska prava 1585. godine. Krvava bitka kod Eylaua 7. i 8. veljače 1807., vođena između snaga Napoleonovog Prvog Francuskog Carstva i carske Rusije generala Levina Augusta.
Grad su zauzele sovjetske snage koncem Drugog svjetskog rata, a njemačko stanovništvo je izbjeglo za vrijeme evakuiranja Istočne Pruske. 
Postalo je dijelom SSSR-a, odnosno Kalinjingradske oblasti i 1946. dobiva današnje ime, po generalu Pjotru Bagrationu, časniku iz Eylauške bitke.